# Blossfeldia
Genre
Blossfeldia est un genre de la famille des cactus.
Il est dédié à Harry Blosfeld.
Il pousse dans les Andes, entre 1 200 et 3 500 m, au sud de la Bolivie et au nord de l'Argentine. 
Les fleurs sont autopollinisatrices.
On le multiplie par semis ou par bouturage d'une tête. Il gagne à être greffé.

## Liste d'espèces
- Blossfeldia campaniflora
- Blossfeldia cyathiformis
- Blossfeldia liliputana : c'est l'espèce principale.
- Blossfeldia pedicellata
- Blossfeldia subterranea